# Paraphysa scrofa
Paraphysa scrofa là một loài nhện trong họ Theraphosidae.
Loài này thuộc chi Paraphysa. Paraphysa scrofa được miêu tả năm 1788 bởi Molina.